# Gièvres
Gièvres település Franciaországban, Loir-et-Cher megyében. Lakosainak száma 2290 fő (2022. január 1.). Gièvres Chabris, La Chapelle-Montmartin, Pruniers-en-Sologne, Selles-sur-Cher és Villefranche-sur-Cher községekkel határos.

## Népesség
A település népességének változása:
| Lakosok száma | 1254 | 1666 | 1767 | 2185 | 2419 | 2556 | 2396 | 2376 | 2367 | 2290 |
|               | 1968 | 1982 | 1990 | 2006 | 2013 | 2015 | 2017 | 2019 | 2020 | 2022 |